# Arbre ternaire de recherche

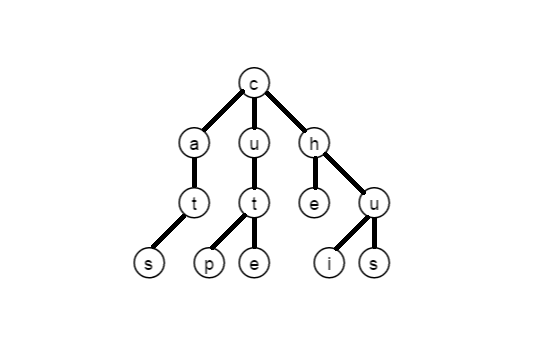

En informatique, un arbre ternaire de recherche (ATR ou TST — pour Ternary Search Tree en anglais) est une structure de données adaptée pour la recherche et combinant les avantages d'un arbre binaire de recherche et d'un arbre préfixe.

## Opérations
- Recherche : La recherche requiert un temps en O(k) dans tous les cas, où k est la longueur de la clef.
- Insertion : La complexité de l'insertion est la même que pour la recherche : O(k) dans tous les cas, où k est la longueur de la clef.
- Suppression : La complexité de la suppression est la même que pour la recherche : O(k) dans tous les cas, où k est la longueur de la clef.
- Parcours ordonné :

## Variantes
Une variante statique, économe en mémoire et très rapide de l'arbre ternaire de recherche est l'arbre radix.